# 執業律師
執業律師（Attorney at law 或 attorney-at-law），在日常用語中通常簡稱為 Attorney，是某些司法管轄區內對執業律師的首選稱呼，包括南非律師（特定類型的律師）、斯里蘭卡律師、菲律賓律師以及美國律師。在加拿大，該詞彙僅在魁北克省用作（法語中「律師」）的英語對應詞。這個術語源自於動詞to attorn，意指將自身的權利與義務轉讓給他人。

## 英格蘭與威爾斯及愛爾蘭
「Attorney」作為代表當事人行事的律師，在英國法律中歷史悠久。《默頓法令》（Statute of Merton，1235年）使用了拉丁語表達 [attorñ] 错误：{{Lang}}：私有标签：medieval 无法识别（帮助），該詞在《英格蘭法令彙編》中的英語翻譯如下：
規定並授權每位自由民，凡需向郡、區、百戶區（Hundred）、Wapentake，或其領主的法庭提供訴訟服務者，均可自由委任其律師代為履行該等義務。
這個術語過去在英格蘭、威爾斯及愛爾蘭用於指稱在普通法法院執業的律師。他們是法院官員，受司法監管。
「Attorney」通常不會在高等法院擔任辯護角色，這一職能仍然保留給大律師（Barristers）。而在衡平法院執業的律師則稱為事務律師（Solicitors），社會地位較「Attorneys」更高。至19世紀中葉，許多「Attorneys」開始自稱為「Solicitors」。
《1873年最高法院司法法案》及《1877年最高法院司法法案 (愛爾蘭)》將英格蘭、威爾斯與愛爾蘭所有「Attorneys」重新命名為「Solicitors」。
在英國，該詞如今僅在專利律師（Patent Attorneys）領域仍然使用。專利律師是通過專業考試的法律專業人士，專精於專利法及相關程序。他們可能同時具有「Solicitor」或「Barrister」資格，或者透過技術專家路徑（例如擁有博士學位並在科學或工程領域實踐）進入該領域。
在現今的英格蘭與威爾斯、愛爾蘭共和國與北愛爾蘭，所有法律文件中對「Attorney」的引用（除專利律師外），皆應視為「Solicitor」。
英格蘭與威爾斯檢察總長 的職位仍然保留。

## 波蘭
在波蘭，該詞用於指稱一種公共信託的自由職業，負責提供法律援助，包括法律諮詢、起草法律意見書、起草法律文件，以及作為代理人或辯護人在法院與政府機構前出庭。該職業的規範依據1982年7月6日《執業律師法》規定。除了法律規定的義務外，每位執業律師及實習律師還須遵守執業律師的倫理標準，尤其是《執業律師道德守則》。